# Сан-Висенте-ду-Паул
Сан-Висенте-ду-Паул (порт. São Vicente do Paul) — район (фрегезия) в Португалии, входит в округ Сантарен. Является составной частью муниципалитета Сантарен. Входит в экономико-статистический субрегион Лезирия-ду-Тежу, который входит в Рибатежу. Население составляет 2085 человек на 2001 год. Занимает площадь 50,33 км².